# Elvir Bolić
Elvir Bolić (Zenica, 10. listopada 1971.) umirovljeni je bosanskohercegovački nogometaš i bivši nacionalni reprezentativac.
Najveći dio igračke karijere proveo je u Turskoj igrajući za tamošnje velikane Galatasaray i Fenerbahče dok je za reprezentaciju BiH nastupao deset godina te jedno kraće vrijeme bio njen kapetan.
Zbog dugog igranja u Turskoj, Bolić je stekao pravo na tursko državljanstvo na čijem jeziku se zove Elvir Boliç. Isto tako, portal Javno.ba uvrstio ga je na popis deset najvećih nogometaša iz BiH nakon osamostaljenja države.

## Karijera

### Klupska karijera
Igrač je nogometnu karijeru započeo u omladinskom pogonu zeničkog Čelika dok je za seniore debitirao 1988. godine. Tada je bio član jedne od najboljih Čelikovih mladih generacija koju su činili Bolić, Mirsad Hibić, Senad Brkić i Nermin Šabić. Naime, klub se tada natjecao u nižim jugoslavenskim ligama zbog čega je bio prisiljen temeljiti se na igračima iz vlastitog pogona. To je ujedno pomoglo Boliću da pokaže svoj talent zbog čega su ga uočili skauti Crvene zvezde koji su ga doveli u prosincu 1991.
Tadašnje rukovodstvo kluba s Marakane činili su Dragan Džajić i Vladimir Cvetković koji su imali veliko povjerenje u zeničkog igrača koji je bio standardni igrač u veznom redu. Međutim, zbog političke situacije u Jugoslaviji i početka rata u BiH, Bolić u lipnju 1992. napušta kamp jugoslavenske reprezentacije te rukovodstvu matičnog kluba javlja da se neće vraćati u Beograd.
Nakon toga, Elvir odlazi u Tursku gdje jedno kraće razdoblje nastupa za Galatasaray, nakon čega prelazi u Gaziantepspor za koji je nastupao dvije sezone. 1995. godine igrača kupuje istanbulski Fenerbahče u kojem je igrao sljedećih pet godina. S njime je u svojoj debitantskoj sezoni osvojio tursko prvenstvo.
Poslije tog razdoblja, Bolić odlazi u španjolski Rayo Vallecano da bi se 2003. vratio u Tursku. Tamo je igrao za Istanbulspor, Gençlerbirligi, Malatyaspor te u sezoni 2005./06. ponovo za Istanbulspor. Svoju klupsku karijeru Elvir Bolić je završio 2006. u HNK Rijeci a klub je napustio u rujnu iste godine.
Bolić će u Turskoj ostati upamćen i kao strijelac jedinog gola u utakmici protiv Manchester Uniteda gdje je prekinuo niz od 50 godina nepobjedivosti Crvenih vragova na Old Traffordu u Euro kupovima.
Poslije igračke karijere, Bolić je zajedno s bivšim reprezentativnim suigračem Mehom Kodrom organizirao prijateljsku humanitarnu utakmicu u Sarajevu pod nazivom: "Kodro, Bola i prijatelji" između bivših bosanskohercegovačkih nogometnih legendi. Jedan od razloga organiziranja te utakmice bio je da se skrene pozornost na potrebu za promjenama u Fudbalskom savezu Bosne i Hercegovine. Zbog toga je susret odigran u isto vrijeme kao i prijateljska utakmica u Zenici između reprezentacija BiH i Azerbajdžana. Bolićevu i Kodrinu inicijativu podržali su i navijači tako da je susret legendi u Sarajevu pratilo 15.000 gledatelja a reprezentativni susret u Zenici svega pedesetak gledaoca. Također, sarajevsku utakmicu uživo je prenosila i Federalna TV a u njoj su sudjelovali brojni tadašnji reprezentativci dok je u konačnici pobijedila Kodrina momčad s ukupnih 11:9.
Također, Elvir je 2008. godine jedno kratko razdoblje bio reprezentativni asistent Mehi Kodri koji je tada bio privremeni izbornik.

### Reprezentativna karijera

#### Jugoslavija U18
Bolić je u razdoblju od 1991. do 1992. nastupao za jugoslavensku U18 reprezentaciju za koju je odigrao dvanaest utakmica te je postigao deset pogodaka.

#### BiH
Igrač je za reprezentaciju Bosne i Hercegovine debitirao 1. rujna 1996. u kvalifikacijskoj utakmici za Svjetsko prvenstvo 1998. protiv Grčke. Tijekom sljedećih deset godina, Bolić je odigrao ukupno 51 utakmicu te je pritom zabio 22 pogotka. Time je Elvir Bolić postao najbolji reprezentativni strijelac. Njegov rekord kasnije su srušili Edin Džeko i Zvjezdan Misimović.
Također, Elvir Bolić je u šest utakmica bio reprezentativni kapetan a posljednju utakmicu u dresu Zmajeva odigrao je 6. rujna 2006. protiv Mađarske.

##### Pogoci za reprezentaciju
| #   | Datum               | Mjesto                      | Protivnik    | Pogodak | Rezultat | Natjecanje                                             |
| --- | ------------------- | --------------------------- | ------------ | ------- | -------- | ------------------------------------------------------ |
| 1.  | 6. studenog 1996.   | Koševo, Sarajevo, BiH       | Italija      | 2:1     | 2:1      | Prijateljska utakmica                                  |
| 2.  | 10. studenog 1996.  | Ljubljana, Slovenija        | Slovenija    | 1:0     | 2:1      | Kvalifikacije za Svjetsko prvenstvo u Francuskoj 98'   |
| 3.  | 5. studenog 1997.   | Tunis, Tunis                | Tunis        | 1:2     | 1:2      | Prijateljska utakmica                                  |
| 4.  | 20. kolovoza 1997.  | Koševo, Sarajevo, BiH       | Danska       | 2:0     | 3:0      | Kvalifikacije za Svjetsko prvenstvo u Francuskoj 98'   |
| 5.  | 20. kolovoza 1997.  | Koševo, Sarajevo, BiH       | Danska       | 3:0     | 3:0      | Kvalifikacije za Svjetsko prvenstvo u Francuskoj 1998. |
| 6.  | 10. rujna 1997.     | Koševo, Sarajevo, BiH       | Slovenija    | 1:0     | 1:0      | Kvalifikacije za Svjetsko prvenstvo u Francuskoj 98'   |
| 7.  | 5. lipnja 1999.     | Koševo, Sarajevo, BiH       | Litva        | 2:0     | 2:0      | Kvalifikacije za EURO 2000                             |
| 8.  | 9. lipnja 1999.     | Toftir, Farski Otoci        | Farski Otoci | 1:0     | 2:2      | Kvalifikacije za EURO 2000                             |
| 9.  | 9. lipnja 1999.     | Toftir, Farski Otoci        | Farski Otoci | 2:2     | 2:2      | Kvalifikacije za EURO 2000                             |
| 10. | 4. rujna 1999.      | Koševo, Sarajevo, BiH       | Škotska      | 1:1     | 1:2      | Kvalifikacije za EURO 2000                             |
| 11. | 16. kolovoza 2000.  | Koševo, Sarajevo, BiH       | Turska       | 1:0     | 2:0      | Prijateljska utakmica                                  |
| 12. | 27. ožujka 2002.    | Grbavica, Sarajevo, BiH     | Makedonija   | 1:0     | 4:4      | Prijateljska utakmica                                  |
| 13. | 27. ožujka 2002.    | Grbavica, Sarajevo, BiH     | Makedonija   | 4:2     | 4:4      | Prijateljska utakmica                                  |
| 14. | 29. ožujka 2003.    | Bilino polje, Zenica, BiH   | Luksemburg   | 1:0     | 2:0      | Kvalifikacije za EURO 2004                             |
| 15. | 11. listopada 2003. | Koševo, Sarajevo, BiH       | Danska       | 1:1     | 1:1      | Kvalifikacije za EURO 2004                             |
| 16. | 31. ožujka 2004.    | Luxembourg City, Luxembourg | Luksemburg   | 2:0     | 2:1      | Prijateljska utakmica                                  |
| 17. | 8. rujna 2004.      | Bilino polje, Zenica, BiH   | Španjolska   | 1:1     | 1:1      | Kvalifikacije za Svjetsko prvenstvo u Njemačkoj 06'    |
| 18. | 2. veljače 2005.    | Teheran, Iran               | Iran         | 1:0     | 1:2      | Prijateljska utakmica                                  |
| 19. | 30. ožujka 2005.    | Koševo, Sarajevo, BiH       | Litva        | 1:0     | 1:1      | Kvalifikacije za Svjetsko prvenstvo u Njemačkoj 06'    |
| 20. | 8. listopada 2005.  | Bilino polje, Zenica, BiH   | San Marino   | 1:0     | 3:0      | Kvalifikacije za Svjetsko prvenstvo u Njemačkoj 06'    |
| 21. | 8. listopada 2005.  | Bilino polje, Zenica, BiH   | San Marino   | 2:0     | 3:0      | Kvalifikacije za Svjetsko prvenstvo u Njemačkoj 06'    |
| 22. | 8. listopada 2005.  | Bilino polje, Zenica, BiH   | San Marino   | 3:0     | 3:0      | Kvalifikacije za Svjetsko prvenstvo u Njemačkoj 06'    |

## Osvojeni trofeji

### Klupski trofeji
| Klub       | Trofej           | Sezona    |
| Turska     | Turska           | Turska    |
| ---------- | ---------------- | --------- |
| Fenerbahče | Tursko prvenstvo | 1995./96. |